# Dylan Bronn
Dylan Bronn (ar. ديلان برون, ur. 19 czerwca 1995 w Cannes) – tunezyjski piłkarz grający na pozycji środkowego obrońcy. Od 2020 roku jest zawodnikiem klubu US Salernitana.

## Kariera piłkarska
Swoją karierę piłkarską Bronn rozpoczął w klubie AS Cannes. W sezonie 2013/2014 grał w pierwszej drużynie w rozgrywkach czwartej ligi francuskiej, a następnie do 2016 roku występował w rezerwach tego klubu. Latem 2016 trafił do drugoligowego Chamois Niortais FC. W zespole tym zadebiutował 29 lipca 2016 w zremisowanym 0:0 domowym meczu z RC Lens. W Chamios Niortais grał przez rok.
W 2017 roku Bronn został sprzedany za milion euro do KAA Gent. W klubie tym swój debiut zaliczył 6 sierpnia 2017 w przegranym 0:1 domowym meczu z Royal Antwerp FC.
W 2020 roku Bronn przeszedł do FC Metz za 4,5 miliona euro, w którym zadebiutował 11 stycznia 2020 w wygranym 1:0 domowym meczu z RC Strasbourg.
| Sezon   | Klub                | Kraj    | Rozgrywki     | Mecze | Gole |
| ------- | ------------------- | ------- | ------------- | ----- | ---- |
| 2013/14 | AS Cannes           | Francja | CFA           | 3     | 0    |
| 2013/14 | AS Cannes B         | Francja | Regional      | ?     | ?    |
| 2014/15 | AS Cannes B         | Francja | Regional      | 21    | 1    |
| 2015/16 | AS Cannes B         | Francja | Regional      | 18    | 3    |
| 2016/17 | Chamois Niortais FC | Francja | Ligue 2       | 30    | 2    |
| 2017/18 | KAA Gent            | Belgia  | Eerste klasse | 34    | 2    |
| 2018/19 | KAA Gent            | Belgia  | Eerste klasse | 28    | 7    |
| 2019/20 | KAA Gent            | Belgia  | Eerste klasse | 5     | 0    |
| 2019/20 | FC Metz             | Francja | Ligue 1       | 9     | 0    |
| 2020/21 | FC Metz             | Francja | Ligue 1       | 38    | 2    |

## Kariera reprezentacyjna
W reprezentacji Tunezji Bronn zadebiutował 28 marca 2017 roku w przegranym 0:1 towarzyskim meczu z Marokiem.